# Cianjur
Cianjur är en stad i provinsen Jawa Barat, Indonesien. Den ligger vid vägen mellan Jakarta och Bandung. Staden grundades 1677 och dess första ledare var R.A Wiratanoe I. På orten produceras det mycket jordbruksprodukter, speciellt ris, och här produceras en stor del av Javas ris.